# Marie de Miramion
Marie Bonneau de Rubelles, coneguda com a Madame de Miramion (París, 2 de novembre de 1629-París, 24 de març de 1696), fou una aristòcrata francesa. Era filla de Jacques Bonneau, senyor de Rubelles, que era controlador d'impostos sobre la sal. El 1645 es va casar amb Jacques de Beauharnais, senyor de Miramion, conseller del Parlament. En menys de vuit mesos morí el seu marit, el 2 de novembre de 1645; quedà jove, rica (ja que va heretar una gran fortuna del marit), embarassada de quatre mesos i mig, i vídua. El 7 de març de 1646 va néixer la seva filla Marguerite. Després d'enviudar, tant la seva bellesa com els seus diners van ser un fort atractiu per a molts pretendents; alguns, simples caçadors de fortuna nobles.
Madame de Miramion es va negar a un segon matrimoni i es dedicà fonamentalment a obres de caritat: primer rehabilità joves esgarriades (fundà les cases de Santa Pelàgia i del Refugi, destinada a joves penedides), i després, el 1662, amb la fundació de la comunitat de la Sagrada Família, coneguda com a congregació de les Miramiones, petita comunitat de set o vuit persones dedicades a la cura de malalts i a la instrucció de nenes i joves pobres. Establertes a Amiens i la Ferté-sous-Jouarre, Miramion vivia amb les joves acollides, sense imposar-los clausura i deixant que en marxessin quan volguessin.
El 1665, Miramion va unir aquestes comunitats a les Filles de Santa Genoveva.